# Сентенніал (Колорадо)
Сентенніал (англ. Centennial) — місто (англ. city) в США, в окрузі Арапаго штату Колорадо. Населення — 108 418 осіб (2020).

## Історія
Місто було утворено 6 лютого 2001 року з частин двох невключених територій. Рішення про об'єднання було прийнято на референдумі 12 вересня 2000 77% голосів. 7 лютого 2001 Сентенніалу було надано статус міста. 10 червня 2008 місто отримало статус самокерованої території (англ. Home rule municipality).

## Географія
Сентенніал розташований за координатами 39°35′26″ пн. ш. 104°52′9″ зх. д. / 39.59056° пн. ш. 104.86917° зх. д. (39.590568, -104.869118).  За даними Бюро перепису населення США в 2010 році місто мало площу 74,77 км², з яких 74,39 км² — суходіл та 0,38 км² — водойми.

## Демографія
Згідно з переписом 2010 року, у місті мешкало 100 377 осіб у 37 449 домогосподарствах у складі 28 061 родини. Густота населення становила 1342 особи/км².  Було 38779 помешкань (519/км²).
Расовий склад населення:
| - 87,3 % — білих - 4,4 % — азіатів - 3,3 % — чорних або афроамериканців - 0,4 % — корінних американців - 0,1 % — вихідців з тихоокеанських островів - 1,6 % — осіб інших рас |

До двох чи більше рас належало 3,0 %. Частка іспаномовних становила 7,4 % від усіх жителів.
За віковим діапазоном населення розподілялося таким чином: 25,1 % — особи молодші 18 років, 63,0 % — особи у віці 18—64 років, 11,9 % — особи у віці 65 років та старші. Медіана віку мешканця становила 41,1 року. На 100 осіб жіночої статі у місті припадало 97,0 чоловіків;  на 100 жінок у віці від 18 років та старших — 94,1 чоловіків також старших 18 років.
Середній дохід на одне домашнє господарство  становив 111 437 доларів США (медіана — 91 941), а середній дохід на одну сім'ю — 123 933 долари (медіана — 103 821). Медіана доходів становила 71 150 доларів для чоловіків та 52 455 доларів для жінок. За межею бідності перебувало 5,0 % осіб, у тому числі 5,0 % дітей у віці до 18 років та 3,9 % осіб у віці 65 років та старших.
Цивільне працевлаштоване населення становило 56 010 осіб. Основні галузі зайнятості: освіта, охорона здоров'я та соціальна допомога — 21,2 %, науковці, спеціалісти, менеджери — 15,9 %, фінанси, страхування та нерухомість — 11,8 %, роздрібна торгівля — 11,3 %.

## Економіка
Основну частку в економіці міста займає сектор послуг. У тому числі, фінансова та страхова діяльність, рітейлінг, охорона здоров'я тощо. Середньорічний дохід на одне домогосподарство — $96 342. Максимальний дохід — $108 847.
У місті розвинена система інфраструктури, в тому числі, транспортної; є аеропорт Centennial Airport.
В 2008 році владою міста було прийнято програму економічного розвитку на строк до 2030 року.

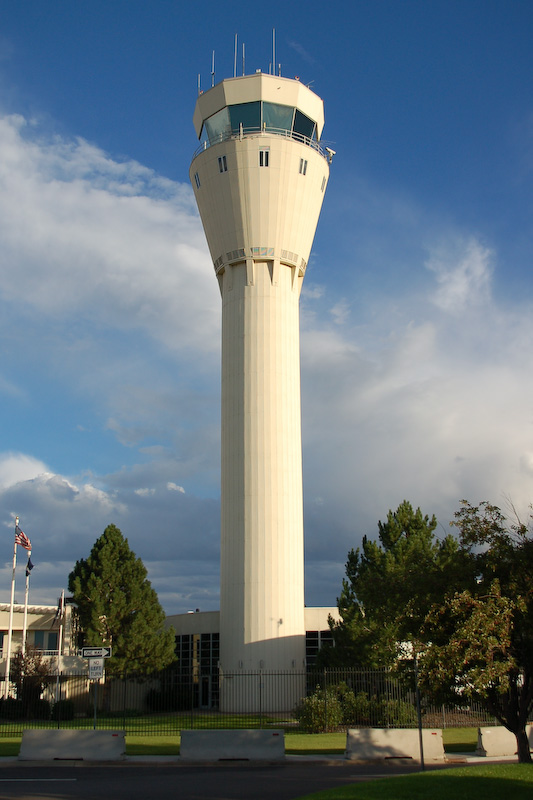
Спостережна вежа міського аеропорту.

| Сфера економіки                         | Частка (%) |
| --------------------------------------- | ---------- |
| Фінанси та страхування                  | 15%        |
| Технічна, науково-професійна діяльність | 11%        |
| Рітейлінг                               | 10%        |
| Будівництво                             | 10%        |
| Сектор адміністративних послуг          | 8%         |
| Охорона здоров'я, соціальна допомога    | 7%         |
| Оптова торгівля                         | 7%         |
| Послуги харчових закладів               | 6%         |
| Освіта                                  | 6%         |
| Інформаційні послуги                    | 5%         |
| Решта сфери економічної діяльності      | 16%        |